# Müşfik Kenter
Müşfik Galip Kenter (* 8. September 1932 in Istanbul; † 15. August 2012 ebenda) war ein türkischer Schauspieler, der 1966 die Goldene Orange als bester Nebendarsteller beim Antalya Golden Orange Film Festival gewann.

## Leben
Kenter gab sein schauspielerisches Debüt 1960 in Disi kurt von Regisseur Ömer Lütfi Akad an der Seite von Ulvi Uraz und Sezer Sezin. In den folgenden fast fünfzig Jahren spielte er Rollen in dreißig Filmen und Fernsehserien und erhielt 1966 für seine Darstellung in Bozuk düzen (1966) von Regisseur Haldun Dormen mit Belgin Doruk und Ekrem Bora beim Antalya Golden Orange Film Festival die Goldene Orange als bester Nebendarsteller. Zuletzt spielte er 2009 die Rolle des „Tevfik“ in der Fernsehserie Avrupa Yakası.
Daneben war er auch ein bekannter Theaterschauspieler in der Türkei und spielte zahlreiche Bühnenrollen im Kenter Tiyatrosu, dessen Eigentümer er war. Sein besonderes Markenzeichen war seine markante Stimme, die unter anderem auf einer Tonaufnahme mit Gedichten von Orhan Veli Kanık zu hören ist.
Kenter, ein jüngerer Bruder der ebenfalls bekannten Schauspielerin Yıldız Kenter (* 1928), war zeitweise mit der Schauspielerin Gülsün Kamu verheiratet und starb an den Folgen einer Lungenentzündung.

## Auszeichnungen
- 1966: Goldene Orange

## Filmografie (Auswahl)
- 1960: Disi kurt
- 1965: Sevmek zamanı
- 1966: Seytanin kurbanlari
- 1979: Emekli baskan (Fernsehfilm)
- 1988: Atesten günler (TV-Miniserie)
- 1991: Lebewohl, Fremde
- 1994: Kurtulus (TV-Miniserie)
- 2004: Teberik sanssiz
- 2007: Amerikaner am schwarzen Meer
- 2009: Avrupa Yakası